# كابياء خنزيرية
الكابياء الخنزيرية (الاسم العلمي:Cavia porcellus) وأحيانا يطلق عليه خنزير غينيا أو الكُوبِي أو خنزير الهند أو الخنزير الغيني أو الأرنب الرُّومي أو القبيعة (بالإنجليزية: Guinea Pigs) هي نوع من الحيوانات يتبع جنس كابياء من فصيلة الكابيائية. ينشط في الطبيعة ليلياً للبحث عن غذائه المتكون من الخضراوات مثل الجزر والملفوف والقرنبيط (الزهرة) والحبوب الجافة. والكابياء الخنزيرية هي حيوانات خجولة تمضي معظم الوقت مختبئة لذلك يفضل للمربين صنع ملجأ أو بيت لها. ويبلغ حجمها ما بين 8 إلى 14 بوصة.

## التسمية
الكابياء الخنزيرية هي على عكس تسميتها ليست خنزيرا ولا غينية أيضاً، بل هي قارض موطنه الأصلي أمريكا الجنوبية وسمي جنس الكابياء بخنزير غينيا فقط لأن له صوت يقارب صوت الخنازير البرية في غينيا. ويعرف أيضا بهذه الأسماء: أرنب الجبل، الوبر، الكافي، أرنب رومي، أرنب هندي، ويخطئ الكثيرون بينه وبين «الهَمستر» وهو ليس من الأقداد إطلاقا.

## المسكن

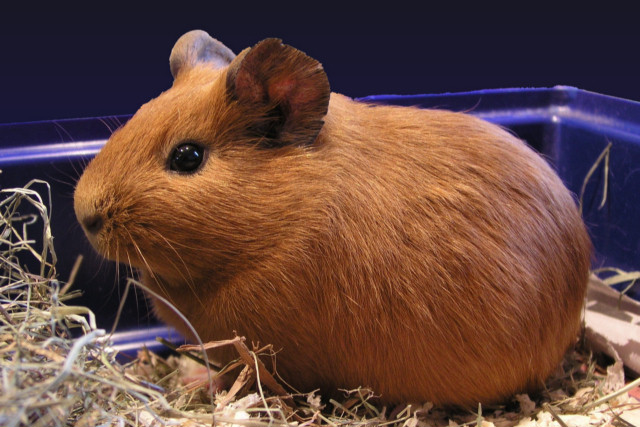

يستوطن هذا القارض البرازيل وبيرو. ويعتبر موطنه الأصلي في جبال الأنديز في أمريكا الجنوبية. وتعيش أنواع كثيرة منها في أوروبا بعد نقلهم بسبب الغزو الاسباني، وأخذ التجار الأسبان والهولنديون والإنجليز خنازير غينيا إلى أوروبا، حيث سرعان ما اشتهروا كحيوانات أليفة غريبة بين الطبقات العليا والملوك، بما في ذلك الملكة إليزابيث الأولى.

## الخصائص الفيزيائية
من مميزات هذا القارض بطنه الممتلئ والدائري الشكل الذي يؤثّر على موضع الأرجل، حيث أنه يحتاج إلى جهاز هضمي كبير ليتمكّن من هضم المواد النباتية الصلبة. بصر خنزير غينيا ليس جيدًا مثل بصر الإنسان من حيث المسافة واللون، لكن لديهم زاوية رؤية أوسع (حوالي 340 درجة) ويرون بلون جزئي (ثنائية اللون). لديهم حواس متطورة للسمع والشم واللمس.

## التكاثر
يتكاثر خنزير غينيا خمس مرات في السنة الواحدة ومدة الحمل الأنثى لهذا الحيوان هي من 59-72 يوما وعدد جرائه يتراوح ما بين 2-4 مولود لكل مرة، كما يتراوح عمر هذا الحيوان من 5-8 سنوات.
الصغار يولدون (بعكس حيوانات الجيب الأليفة) كاملين بعيون متفتحة ووبر كامل النمو وآذان متفتّحة وأسنان وأيضا بمجرّد الولادة يستطيعون المشي.

## الغذاء
هي حيوانات نباتية تتغذّى على الطعام الطازج مثل البرسيم، الهندباء، الكرفس، الخيار، الذرة الصفراء، الفلفل الحلو، القرنبيط، الملفوف، الجزر، الخس (يفضل إطعامها من حين لآخر وليس يوميا) والفاكهة والبازلاء المطبوخة وحتى الخبز ويمنع إعطائها الحليب ومشتقاتها أو اللحوم أو حتى السكريات.
والخنزير الغيني يتطلّب مستوى عالي من الفيتامينات وبخاصة حامض الفوليك وفيتامين سي لأن جسمه لا يُكوّن هذا الفيتامين. يؤدي نقص فيتامين سي إلى إصابته بداء الإسقربوط.
هناك عدد من النباتات السامة لخنازير غينيا، مثل: الجنيحية، الفاشرا، الحوذان، الخردل البري، الباذنجان المميت، قفاز الثعلب، الخربق، الشوكران، زنبق الوادي، الأربيان صغير الكأس، آقونيطن، التمرحنة، الشيخة، راوند الحدائق، جدار الحواشي، تادفلاكس (كلاهما ليناريا فولغاريس وليناريا دالماتيكا)، والكرفس البري. بالإضافة إلى ذلك، فإن أي نبات ينمو من بصلة (مثل توليب أو البصل) يعتبر عادة سامًا، وكذلك اللبلاب وأوراق شجر البلوط. قد يأكل خنزير غينيا مادة سامة منها.

## المشاكل الصحية

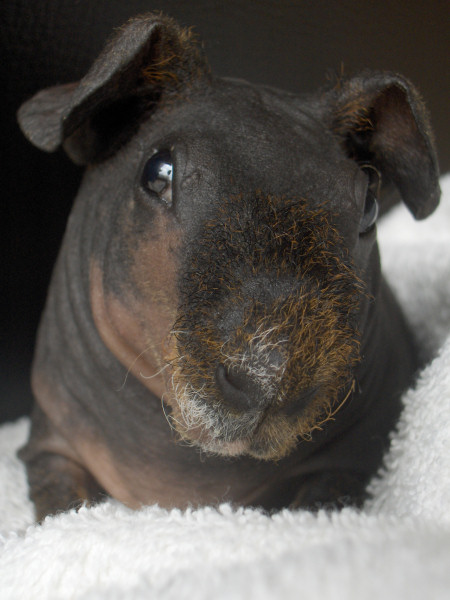
خنزير غيني أسود

تشمل الأمراض الشائعة في خنازير غينيا المحلية التهابات الجهاز التنفسي، والإسهال، والأسقربوط (نقص فيتامين سي، الذي يتسم عادة بالخمول)، والخراجات بسبب العدوى (غالبًا في الرقبة، بسبب التبن الكامن في الحلق، أو من الخدوش الخارجية)، وعدوى القمل أو العث أو الفطريات.
يعتبر جرب الحيوانات (Trixacarus caviae) سببًا شائعًا لتساقط الشعر، وقد تشمل الأعراض الأخرى أيضًا الخدش المفرط والسلوك العدواني غير المعتاد عند لمسه (بسبب الألم)، وفي بعض الحالات، النوبات. قد تعاني خنازير غينيا أيضًا من «قمل الجري» (Gliricola porcelli)، وهي حشرة بيضاء صغيرة يمكن رؤيتها وهي تتحرك عبر الشعر؛ يُشار أحيانًا إلى بيضها، الذي يظهر على شكل بقع سوداء أو بيضاء متصلة بالشعر، باسم «قمل ثابت». يمكن أن تكون الأسباب الأخرى لتساقط الشعر بسبب الاضطرابات الهرمونية التي تسببها الحالات الطبية الأساسية مثل تكيسات المبيض.

## استئناس النوع
تعتبر خنازير غينيا من أفضل الحيوانات المستأنسة التي يمكن تربيتها في المنازل، وأكثرها شيوعا. تحتاج هذه القوارض إلى عناية خاصة، لكنها تستطيع تمييز المالك بإصدارها لصوت مميز، كما أنها قلما ما تعض أو تخدش، ولا تهرب من أقفاصها في أغلب الأوقات، حتى لو أتيحت لها الفرصة. يستخدم خنزير غينيا في المختبرات لإجراء التجارب عليه خصوصاً في مجال المساحيق والأدوية الجلدية لأن تكوين بشرته مطابق لتكوين بشرة الإنسان.
قد يؤدي إسكان خنازير غينيا بقوارض أخرى مثل الجربوع والهامستر إلى زيادة حالات العدوى التنفسية وغيرها من العدوى، وقد تتصرف هذه القوارض بقوة تجاه خنازير غينيا.

## كغذاء

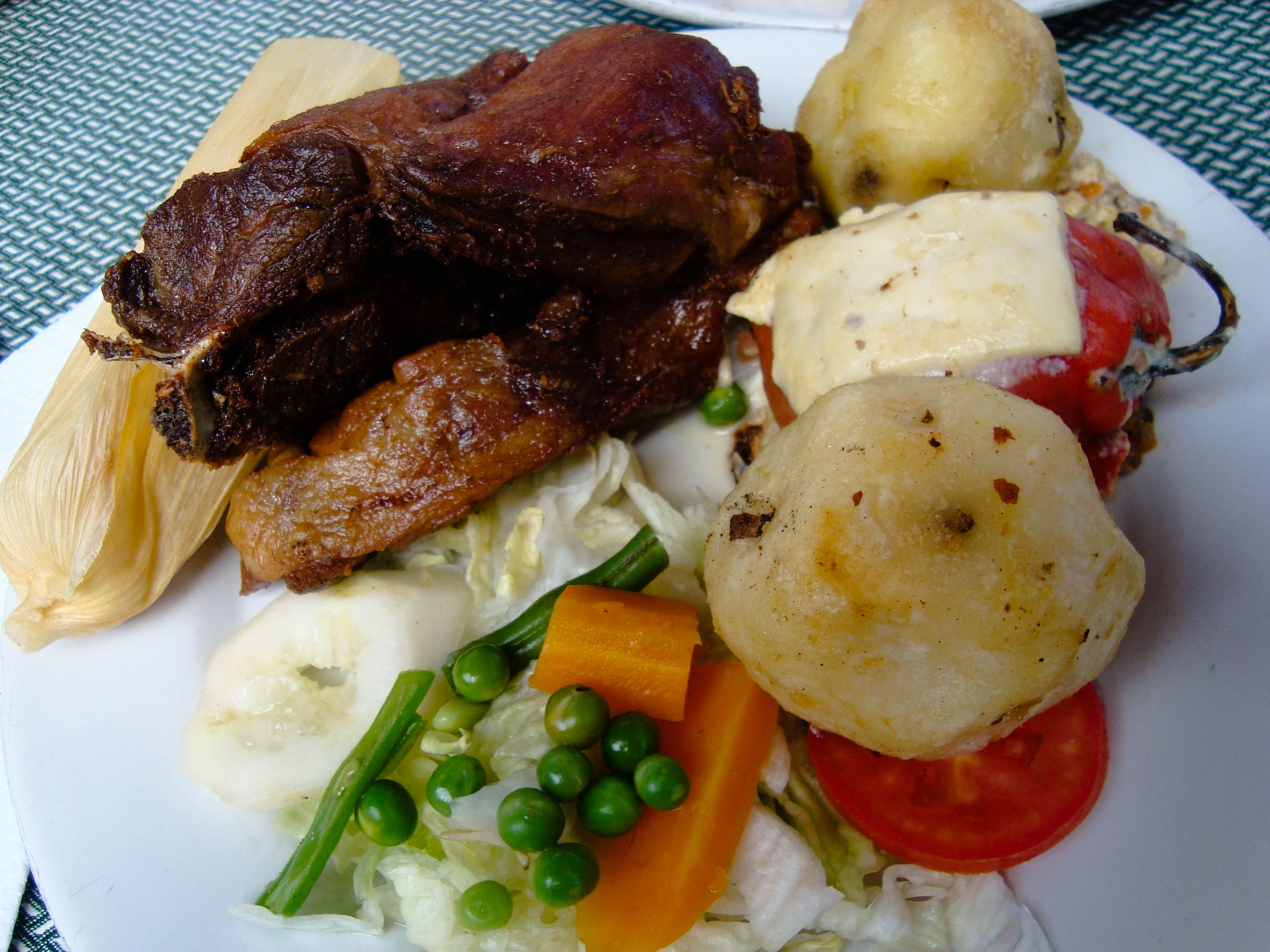
طبق بيروفي مع لحم الخنزير الغيني (كوى)

خنازير غينيا تم تدجينها في الأصل من أجل لحومها في جبال الأنديز، وكان الحيوان مخصصًا للوجبات الاحتفالية وكأكلة شهية من قبل السكان الأصليين. ولكن منذ الستينيات، أصبح أكثر قبولًا اجتماعيًا للاستهلاك من قبل جميع الناس، ولا تزال تشكل جزءًا رئيسيًا من النظام الغذائي في البيرو وبوليفيا، لا سيما في مرتفعات جبال الأنديز؛ يتم تناوله أيضًا في بعض مناطق الإكوادور (بشكل رئيسي في سييرا) وكولومبيا، لحم الخنزير الغيني غني بالبروتين وقليل الدهون والكوليسترول، ويوصف بأنه مشابه للأرانب ولحوم الدجاج الداكنة.

## أنواعها
هناك عدة أنواع منها وكل نوع منه عدة ألوان الأبيض والرمادي والبني والأسود والمخلوط:
- المشعر القصير (بالإنجليزية: Short Haired): ويكون شعرها قصير وناعم.
- الحبشي (بالإنجليزية: Abyssinian): ويكون شعرها قصير مع بروز عدة شعرات ويعد أحد أكثر الأنواع شعبية في العالم.
- ريكس (بالإنجليزية: Rex): يكون الشعر قصير وخشن.
- شيلتي (بالإنجليزية: Sheltie): يتميز بشعر طويل وناعم.
- البيروي (بالإنجليزية: Peruvian): يتميز بشعر طويل مع شعرات أمام الوجه وتفريقة شعر.
- تكسل (بالإنجليزية: Texel): يتميز بشعر طويل خشن ومموج (كصوف الخروف).
- الحريري (بالإنجليزية: Satin): يتميز بشعر لامع (سواء كان شعر قصير أو طويل).